# Куготи
Куготи (рос. Куготы) — село Мухоршибірського району, Бурятії Росії. Входить до складу Сільського поселення Шаралдайського.
Населення —  356 осіб (2015 рік). 